# CND
CND или CND1 (рум. Calculator numeric didactic — цифровой дидактический компьютер) — компьютер, разработанный в политехническом институте Бухареста для нужд факультета автоматики. Выполнен в виде дипломного проекта студентов Дэна Голумбовича и Юлиана Попы под руководством профессора Адриана Петреску.

## Характеристики
- Отрицательная логика для кодирования сигналов (0 В для логического нуля, −24 В для логической единицы)
- Длина слова — 16 бит (в том числе знаковый), отрицательные числа представлены в виде дополнительного кода
- Память на линиях задержки — 8 слов
- Продолжительность цикла памяти (чтение/запись) — 2,25 мс (при задержке со стороны магнитострикционной линии в 4,5 мс)
- Ввод и вывод информации — пульт управления с переключателями, кнопками и лампочками
- Арифметический блок — серийный с аккумулятором, быстродействие — 250 операций/сек
- Наличие устройства, определяющее превышение ёмкости в арифметическом блоке; сигнал переопределения останавливает текущую программу (может быть отменён)
- Блок управления обычного типа
- Операции — сложение, вычитание, логическое произведение, логическая сумма, отрицание, сумма по модулю 2, сдвиг вправо/влево, нулевой условный переход, безусловный переход, зарядка батареи, сохранение батареи, остановка программы (просмотр частичных результатов), конец программы
- Производительность ЭВМ — 100 операций/сек
- Пошаговое выполнение инструкций, команда на переход к следующей операции подаётся с пульта управления